# レッツゴーボウリング
「レッツゴーボウリング」（英語: Let's Go Bowling）は、桑田佳祐&The Pin Boysの楽曲。自身の1作目のシングルとして、タイシタレーベル / SPEEDSTAR RECORDSから12cmCD・7インチレコード・ダウンロード配信で2019年1月1日に発売された。キャッチコピーは「どストライクなパーフェクト・アンセム誕生!」。
2019年12月20日にはストリーミング配信を開始した。

## 背景・リリース
2018年10月30日に「桑田佳祐&The Pin Boys」の名義で桑田が主催するボウリング大会『KUWATA CUP 2019』の公式ソングとして本作の発売が決まった。なお、桑田にとってはMr.Childrenとの「桑田佳祐&Mr.Children」以来24年ぶりのコラボレーションとなる。
本作は完全生産限定盤、完全生産限定盤ボウリング場パッケージ、通常盤、アナログ盤の4種類あり、完全生産限定盤は“新春ストライクパッケージ仕様”であり、ボウリングのボールと化したCDがセットされたパッケージとなっている。特典は全10種類あるイラスト化した桑田をかたどった“レッツゴーボウリング・オリジナルピンズ”がランダムで1つ封入され、さらに300個限定で「“金の”開運ピンズ」も封入される。他、オリジナルA2ポスターも付属する。全盤共通で先着予約・購入するとステッカーも付属する。なお、収録曲は全盤共通である。
完全生産限定盤ボウリング場パッケージは、完全生産限定盤のジャケットは多少異なり、全国183カ所のボウリング場のみ販売となる。付属の“レッツゴーボウリング・オリジナルピンズ”も完全生産限定盤とは異なっている。
本作には、『KUWATA CUP 2019』の決勝大会を観戦できる招待応募シリアルコードが封入され、観戦オーディエンスとして抽選で50組100名を招待される。
ジャケットはボウリングをしている桑田をイラスト化したものであり、1970～80年代のボウリングブームのアメリカン・オールディーズを想起させるファッショナブルな仕上がりとなっている。

## プロモーション

### テレビ放送
2018年12月26日にテレビ朝日系列の報道番組『報道ステーション』内で「レッツゴーボウリング」のミュージック・ビデオの撮影現場や桑田がボウリング場でボウリングをする姿などを中心に特集が組まれた。
2019年1月3日にテレビ東京系列にて自身の冠番組『桑田佳祐のレッツゴーボウリング 日米オールスター頂上決戦!』が放送され、日本初の名誉プロボウラーの称号を持ち、パーフェクトも記録したこともある俳優の村田雄浩とプロボウラーの大石奈緒と宮城鈴菜の男女2対2形式で3番勝負を繰り広げた。

### テレビ披露
| 放送日       | 番組名                                                   | 放送局     | 披露曲                   | 出典   |
| ------------ | -------------------------------------------------------- | ---------- | ------------------------ | ------ |
| 2019年1月3日 | 桑田佳祐のレッツゴーボウリング 日米オールスター頂上決戦! | テレビ東京 | 「レッツゴーボウリング」 | [ 16 ] |

## チャート成績
2019年1月14日付のオリコン週間ランキングで初週3.9万枚を売り上げて、初登場1位を獲得した。桑田ソロ関連のシングルとしては「君にサヨナラを」以来、約9年1か月ぶりの首位獲得となった。また、桑田は本作を62歳11か月で首位獲得となり、秋元順子が「愛のままで…」を61歳7か月で首位獲得した時の記録を上回り、桑田が「歴代最年長1位」となった。また、桑田はソロとして30代、40代、50代、60代で首位獲得を記録し、史上初の「年齢4年代連続のシングル1位」も記録した（2020年1月7日現在、最年長首位記録は、竹内まりやの「いのちの歌（スペシャル・エディション）」での64歳10か月が歴代1位である）。
オリコンによる本作のチャート登場週数は10週である。

## 収録曲
- 収録時間：7:17

1. レッツゴーボウリング (3:36)
（作詞・作曲：桑田佳祐 / 編曲：桑田佳祐&The Pin Boys）
桑田主催のボウリング大会『KUWATA CUP 2019』公式ソング。
日本プロボウリング協会の「ボウリング公式ソング」や日本ボウリング機構の「日本ボウリング競技 公式ソング」としても公式に認められている[19]。歌詞には往年に活躍したプロボウリング選手である中山律子、斉藤志乃ぶ、須田開代子、石井利枝、矢島純一[注釈 1]、酒井武雄[注釈 2]、岩上太郎[注釈 3]らの名前が入っている[23]。『KUWATA CUP 2019』では岩上、矢島、石井、酒井、斉藤がレジェンド席という椅子に座り参加した[24]。
ミュージック・ビデオは、桑田がかつて神奈川県茅ヶ崎市に現存していたパシフィックパーク茅ヶ崎のボウリング場にやってきて、カップルや侍、街娘、ピエロ、女子高生、舞妓さんらの来場者たちと共にひとときを過ごすというストーリー仕立ての作品になっている。桑田とバンドメンバーに加えて、14人の本物のプロボウラーと、2名のジュニアアマチュアボウラーが出演しており、中山律子や矢島純一らプロボウラーたちの若き日の姿なども織り込まれている[25]。「The Pin Boys」として斎藤誠、片山敦夫、はたけやま裕も出演している[26]。
初オンエアーは2018年11月3日に放送された自身の冠ラジオ番組『桑田佳祐のやさしい夜遊び』（TOKYO FM）である[27]。
2. レッツゴーボウリング（Instrumental） (3:38)

## 参加ミュージシャン
- レッツゴーボウリング
  - 桑田佳祐：Vocal, Electric Guitar, Cowbell, Hand Claps & Backing Vocal
  - 片山敦夫：Synth-Bass, Piano, Hammond Organ, Synthesizer & Backing Vocal
  - 角谷仁宣：Computer Programming
  - 斎藤誠：Electric Guitar & Backing Vocal
  - 原由子：Backing Vocal
  - 401stオールスターズ：Hand Claps & Backing Vocal

## 収録アルバム
| 曲名                 | 作品名         |
| -------------------- | -------------- |
| レッツゴーボウリング | アルバム未収録 |

## ミュージック・ビデオ収録作品
| 曲名                 | 作品名 |
| -------------------- | ------ |
| レッツゴーボウリング | 未収録 |

## ライブ映像作品
| 曲名                 | 作品名 |
| -------------------- | ------ |
| レッツゴーボウリング | 未収録 |